# Pyriporoides judyae
Pyriporoides judyae är en mossdjursart som beskrevs av William Roy Branch och Hayward 2005. Pyriporoides judyae ingår i släktet Pyriporoides och familjen Calloporidae. Inga underarter finns listade i Catalogue of Life.